# La Sirena (film)
Pour les articles homonymes, voir La Sirena et Sirena.
 (juillet 2025).
Pour plus de détails, voir Fiche technique et Distribution.
La Sirena est un court métrage américain écrit et réalisé par Rosita Lama Muvdi, sorti en 2017.

## Synopsis
La Sirena est un psychodrame sexuel fantastique, à propos d'une femme qui s'abandonne à ses monstres intérieurs pour venger son cœur brisé.

## Fiche technique
- Titre : La Sirena
- Réalisation : Rosita Lama Muvdi
- Scénario : Rosita Lama Muvdi
- Production : Daniel Leighton
- Société de production : American Film Institute (AFI), Redspill Productions
- Montage : Mengle Han
- Musique : Erick Del Aguila
- Pays d'origine :  États-Unis
- Langue d'origine : anglais américain
- Genre : Drame, romance saphique, thriller
- Lieux de tournage :
- Durée : 24 minutes
- Date de sortie : 
  -  États-Unis
    - 4 juin 2017 (Dances With Films (en))
    - 18 octobre 2017 (Seattle Lesbian & Gay Film Festival (en))
    - 22 octobre 2017 (Nightmares Film Festival)

## Distribution
- Jordan Monaghan : Mia
- Kelsey Reinhardt : Mara
- Darrel Cherney : Hector
- Vera Cherny : Pearl
- Jameson Lee
- Shahin Margaronis